# Caterine Ibargüen
Caterine Ibargüen Mena, född den 12 februari 1984 i Turbo, Antioquía, är en colombiansk friidrottare som tävlar i tresteg. Hennes personliga rekord är 15,31 meter. Hon är även en duktig höjdhoppare med personligt rekord på 1,93 meter.